# Шалевская
Шалевская — деревня в Ленском районе Архангельской области. Входит в состав Козьминского сельского поселения.

## География
Находится в юго-восточной части Архангельской области на расстоянии приблизительно 1 км на запад-северо-запад по прямой от села Лена.

## История
В 1710 году отмечалась как поселение с 4 дворами. В 1859 году здесь (деревня Ленской волости Яренского уезда Вологодской губернии) было учтено 17 дворов.

## Население
Численность населения: 115 человек (1859 год), 2 (русские 100 %) в 2002 году, 1 в 2010.